# Щелытенка
Щелытенка — река в России, протекает по Новгородскому району Новгородской области и Тосненскому району Ленинградской области. Устье реки находится в 56 км по правому берегу реки Равани. Длина реки − 13 км.

## Данные водного реестра
По данным государственного водного реестра России относится к Балтийскому бассейновому округу, водохозяйственный участок реки — Волхов, речной подбассейн реки — Волхов. Относится к речному бассейну реки Нева (включая бассейны рек Онежского и Ладожского озера).

## Топографические карты
- Лист карты O-36-39 Тесово-нетыльский. Масштаб: 1 : 100 000. Издание 1977 г.
- Лист карты O-36-27 Трубников  Бор. Масштаб: 1 : 100 000. Состояние местности на 1993 год. Издание 1998 г.